# Jezioro Wojcieszyckie
Wojcieszyckie (niem. Haus See bei Wormsfelde lub Wormsfelder See) – niewielkie polodowcowe jezioro o powierzchni 10,49 ha, położone na Pojezierzu Południowopomorskim, około 3 km na północ od Gorzowa Wielkopolskiego (województwo lubuskie, powiat gorzowski, gmina Kłodawa).
Nad jeziorem rozciąga się wieś Wojcieszyce. Od północy przylega do niego Obszar Chronionego Krajobrazu nr 2 Puszcza Barlinecka. Na brzegu północnowschodnim znajduje się niewielka plaża.
Jezioro jest dzierżawione  przez Polski Związek Wędkarski; bezpośrednią opiekę sprawuje nad nim miejscowe koło PZW „Bizon”.

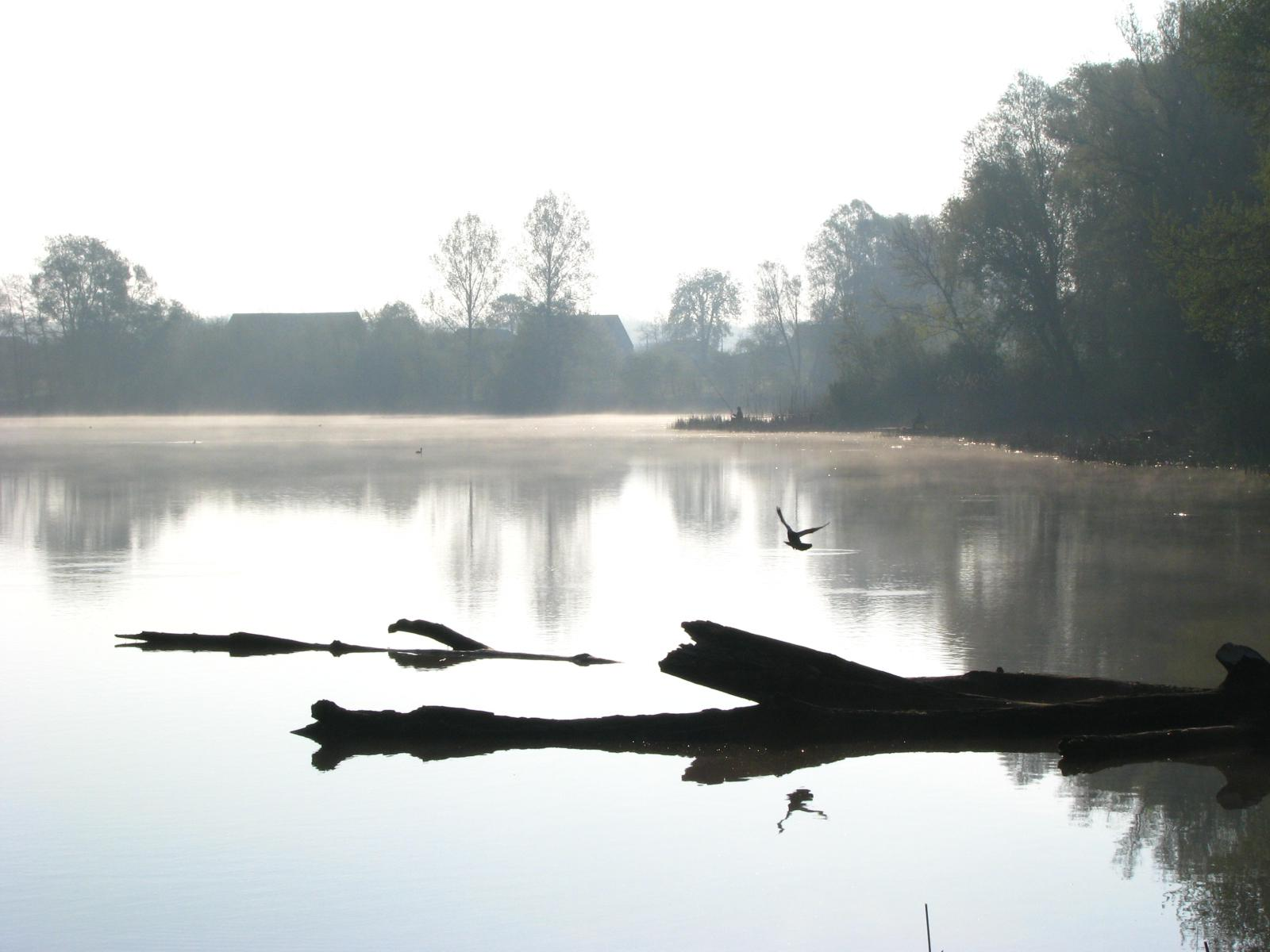
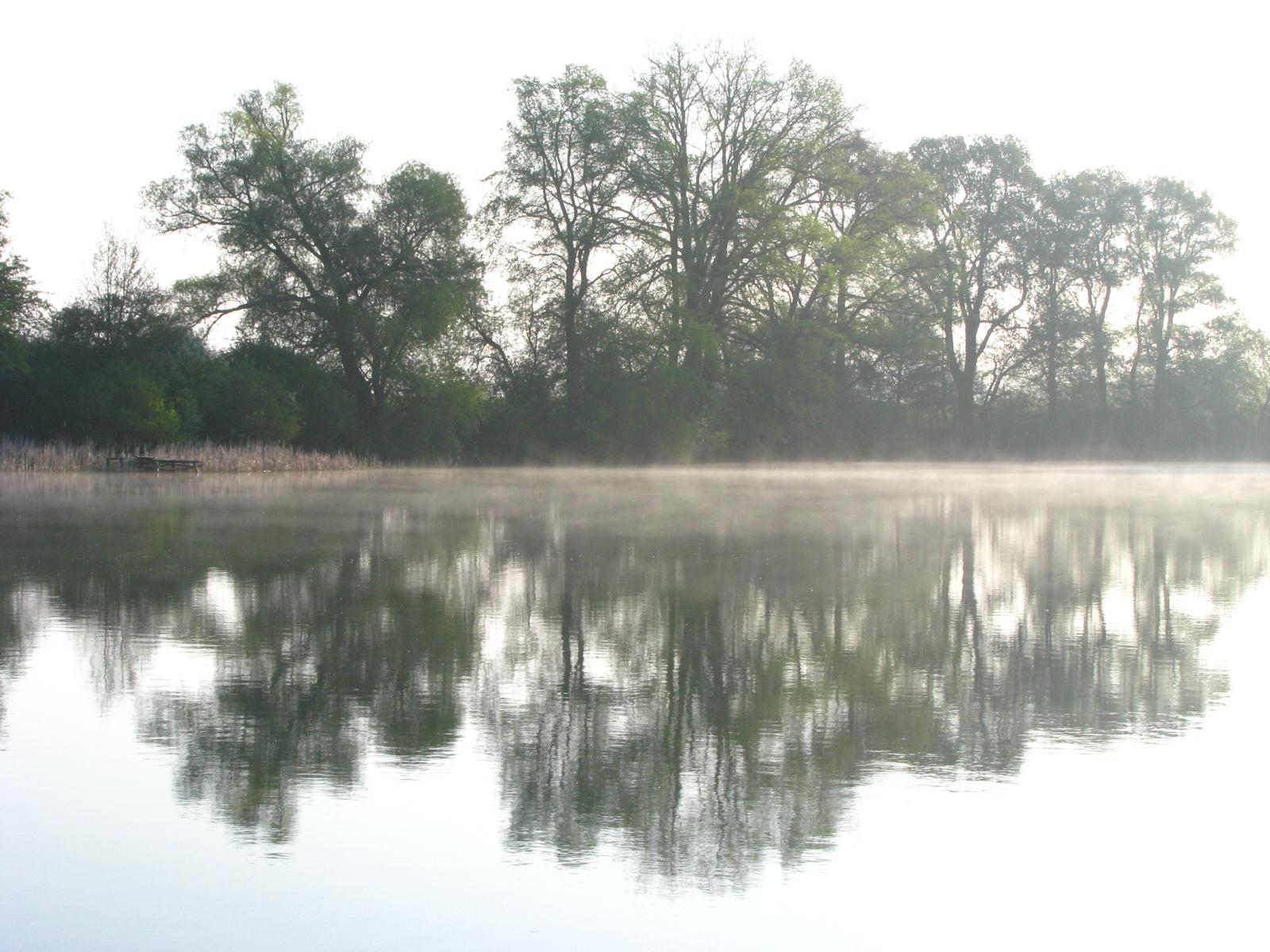
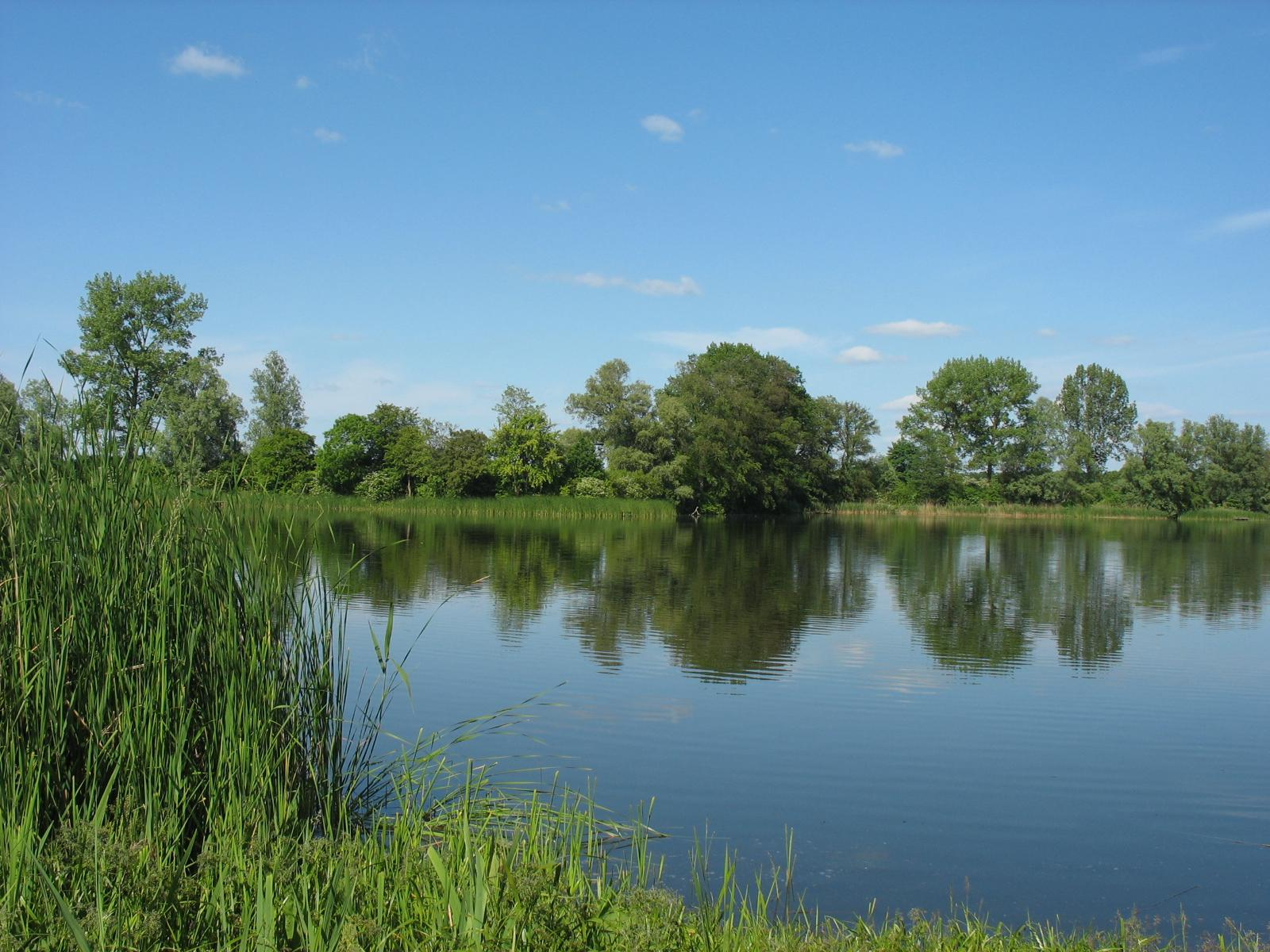
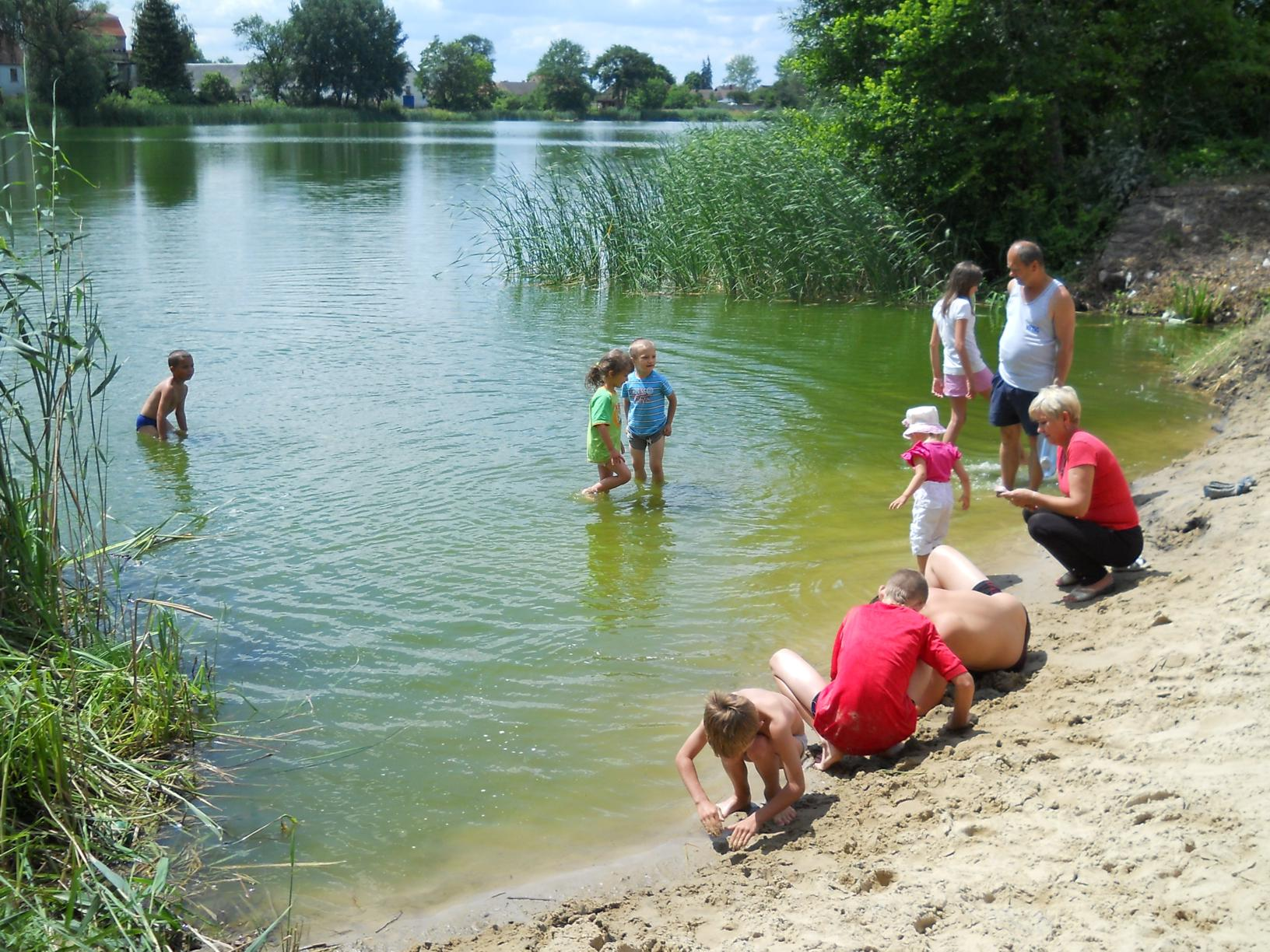
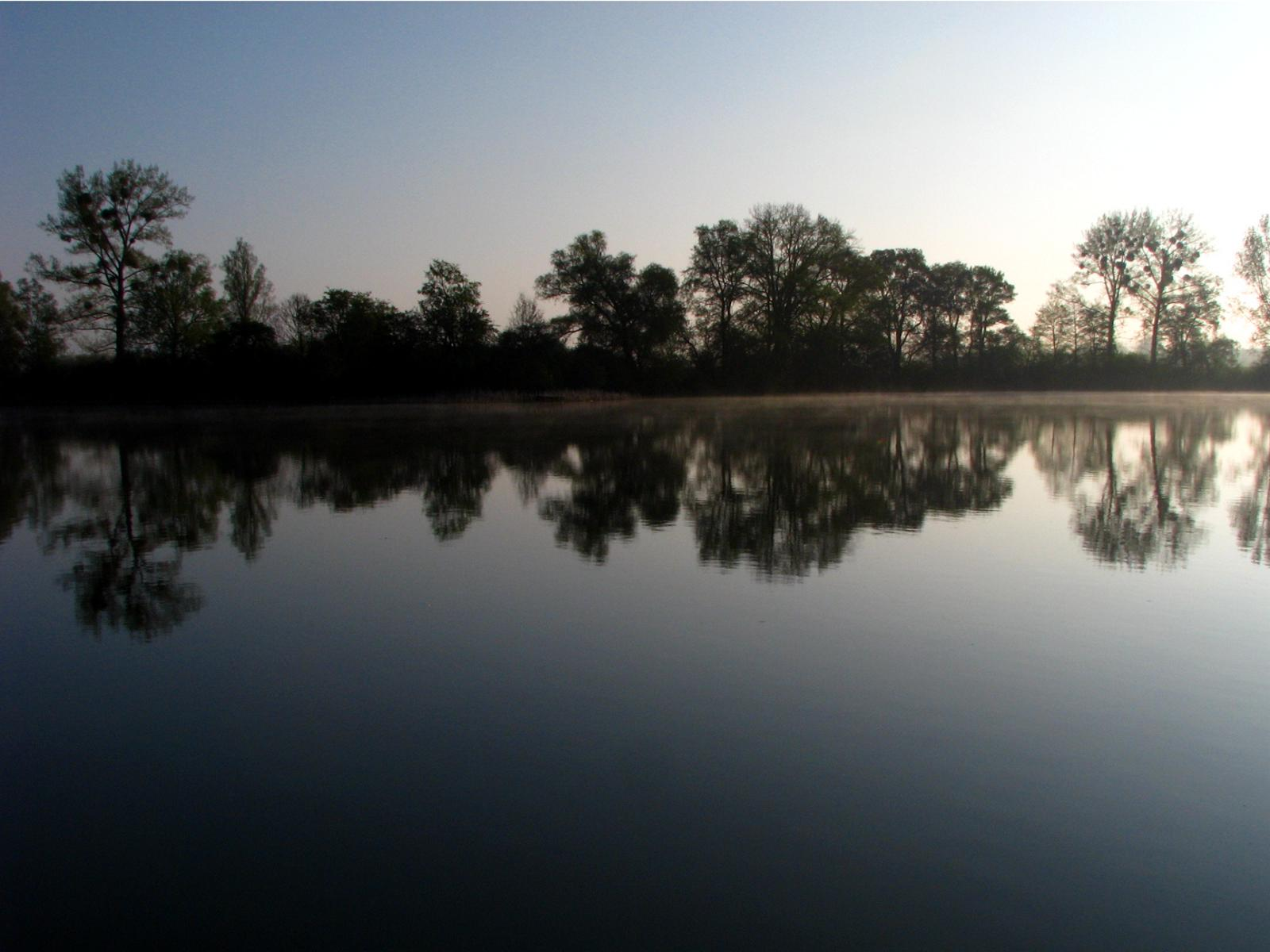
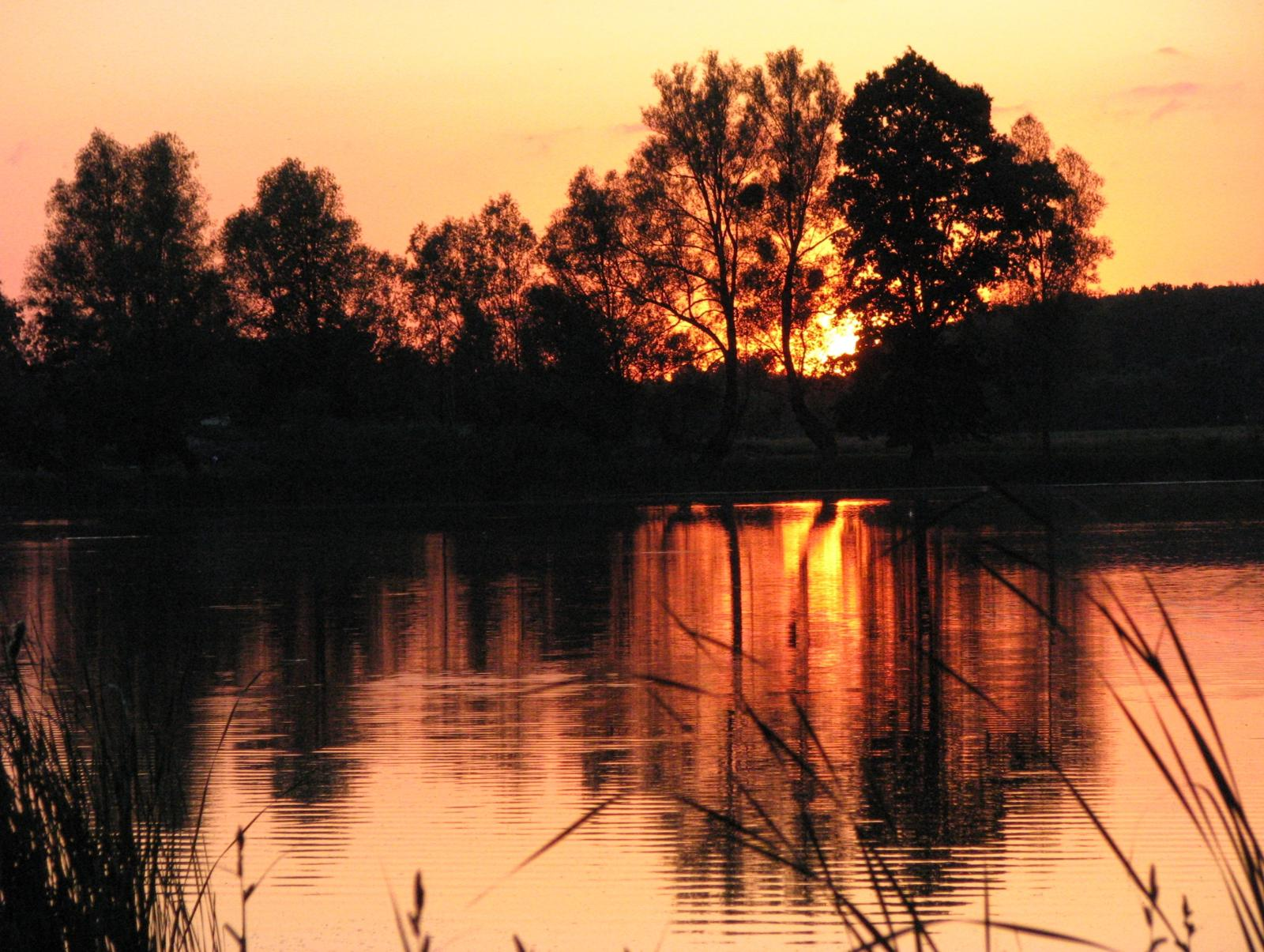